# Coppa delle Alpi 1980
La Coppa delle Alpi 1980 è stata la ventesima edizione del torneo. Vi hanno partecipato squadre del campionato francese e svizzero.
Ad aggiudicarsi la competizione fu il Bordeaux, che vinse per 3-0 la finale disputata contro il Nîmes.

## Squadre partecipanti
- Angers
- Chênois
- Chiasso
- Bordeaux
- Losanna
- Monaco
- Nîmes
- Basilea

## Finale
| Bordeaux 19 settembre 1980                                      | Bordeaux  | 3 – 0 | Nîmes | Stadio Chaban-Delmas |
| \| \| \| \| \| Giresse 12’, 57’ Gemmrich 41’ \| Marcatori \| \| |           |       |       |                      |
|                                                                 |           |       |       |                      |
| Giresse 12’, 57’ Gemmrich 41’                                   | Marcatori |       |       |                      |